# Seyitler Deresi
La rivière Seyitler (Seyitler Deresi ou Seyitler Çayı) est une rivière turque.
Elle est coupée par le barrage de Seyitler dans la province d'Afyonkarahisar. C'est un affluent de la rivière d'Akar (Akar Çayı) qui se jette dans le lac endoréique d'Eber près du village éponyme dans le district de Bolvadin.